# (2538) Vanderlinden
(2538) Vanderlinden est un astéroïde de la ceinture principale.

## Description
(2538) Vanderlinden est un astéroïde de la ceinture principale. Il fut découvert le 30 octobre 1954 à Uccle par Sylvain Arend. Il présente une orbite caractérisée par un demi-grand axe de 2,24 UA, une excentricité de 0,13 et une inclinaison de 4,8° par rapport à l'écliptique.

## Compléments